# Toby Esterhase
Toby Esterhase è un personaggio immaginario creato dallo scrittore John Le Carré, ed appare in diversi suoi romanzi di spionaggio tra cui La talpa, L'onorevole scolaro e Tutti gli uomini di Smiley.
È un ufficiale di alto rango nel Circus (l'MI6 per John le Carré), dove è diventato capo dei "lampionai".

## Storia
Toby Esterhase (nato Eszterházy o Esterházy) era un ungherese. George Smiley e Controllo lo reclutarono a Vienna, quando era un povero studente che viveva tra le rovine di un museo di cui il defunto zio era stato curatore.
Era così diventato un agente e al “Circus” incominciò la sua ascesa verso i vertici, e alla fine era riuscito a diventare il capo della divisione Lamplighter (i controllori degli agenti stranieri sul suolo inglese).
Al momento de La talpa, Esterhase ha un figlio a Westminster e una figlia che studia alla scuola di medicina. È sposato, ma, a dire di Le Carré, ha la reputazione di donnaiolo.
Quando il circo era diviso tra i sostenitori di "Controllo", e quelli del suo rivale, Percy Alleline, Esterhase gravitava verso Alleline per ambizione, dimenticando la lealtà con Smiley e lo stesso Controllo che lo avevano salvato a Vienna. Insieme ad Alleline, Bill Haydon, e Roy Bland, anche Esterhase ha accesso a tutte le informazioni dell'Operazione Strega, fornite dalla fonte " Merlin", un agente sovietico passato apparentemente dalla parte degli inglesi. 
Esterhase è uno dei cinque alti ufficiali inglesi sospettati da Controllo di essere una talpa sovietica, ossia un agente doppiogiochista passato al nemico. Alla morte di Controllo, Esterhase abbraccia la nuova direzione di Alleline permettendo ai suoi “lampionai” di dedicarsi interamente al funzionamento dell'Operazione Strega. Quest'ultima poi, grazie alle indagini di George Smiley, che dopo essere stato licenziato assieme a Controllo – non per suoi demeriti – in stato di semi-pensionamento viene richiamato dal sottosegretario Oliver Lacon per continuare a seguire la pista della talpa elaborata da Controllo, si scopre essere falsa, in quanto orchestrata dal capo del KGB, Karla. 
Dopo l'indagine di Smiley, quest'ultimo decide di interrogare Esterhase in privato, spiegandogli come Karla ha ingannato tutti per fornire una copertura alle attività della sua talpa. Esterhase appare incredulo, ma professa la sua disponibilità ad aiutarlo quando si accorge che Smiley ha il sostegno ufficiale di Whitehall e gli racconta delle sue implicazioni, anche se inconsapevoli, nel caso, in quanto è stato corriere di alcuni pacchetti sigillati, di cui non ha visto il contenuto , verso gli agenti sovietici. Al termine delle indagini Smiley scopre che in realtà la talpa è Bill Haydon, e gli altri tre alti ufficiali implicati nell'Operazione Strega, tra cui Esterhase, cadono in disgrazia, per aver inconsapevolmente aiutato Haydon nel suo operato.
Ne L'onorevole scolaro, viene rivelato che Esterhase, a differenza di Alleline e Bland, è riuscito a mantenere una posizione nel Circus, anche se molto più umile. In parte questo può essere spiegato dalla sua fedeltà verso Smiley, nuovo capo del Circus ad interim, poco prima della scoperta della talpa, e in parte anche grazie alla sua esperienza più tecnica di quella di Alleline o di Bland.
In Tutti gli uomini di Smiley, Esterhase si è ritirato dal Circus e ha aperto una galleria d'arte a Londra,  le cui merci sono di dubbia provenienza. Un vecchio agente del Circus, Vladimir, gli si avvicina, chiedendo aiuto per un'operazione privata, ma Esterhase rifiuta categoricamente. Quando Vladimir viene poi ucciso, Esterhase racconta del loro incontro a Smiley vergognandosi un po'.
Esterhase appare anche in una vignetta piuttosto farsesca de The Secret Pilgrim posto a metà degli anni 1970 poco dopo gli eventi de La talpa. In esso, Esterhase è un professore ungherese in esilio con sede a Francoforte , che fornisce agli inglesi delle informazioni praticamente inutili e cerca di convincere gli americani che è un intrepido eroe anti-comunista.

## Aspetto e carattere
Esterhase è descritto come uno piuttosto basso e di piccola corporatura, con i capelli d'argento e una forte mascella.
Bill Haydon lo chiamava "Il nostro ministro-ombra degli Esteri", mentre i funzionari dell'MI6 lo chiamavano “neve bianca” a causa dei suoi capelli.
Esterhase è snob, lava spesso le sue vesti, e indossa una retina per capelli con un marchio di fabbrica. Smiley crede infatti che Esterhase si sforzi a diventare un vero gentiluomo inglese, piuttosto che un ungherese, e lo fa con dei risultati a volte comici.
Sia Guillam che Ned (il narratore de The Secret Pilgrim) riassumono il personaggio di Esterhase come un ambizioso "climber", che cerca di prendere in mano tutti i mezzi per far progredire la propria posizione nel Circus, e che tenta di evitare qualsiasi imbarazzo verso se stesso. D'altra parte, Esterhase è innegabilmente bravo nel suo lavoro, e più e più volte si rivela essere una risorsa preziosa per qualsiasi operazione di intelligence. Non conserva però molto spesso fedeltà verso gli agenti inglesi che lo avevano salvato, tra cui anche Smiley, se non ne potesse ottenere dei favori. È abile nel cambiar parte e serve ogni “padrone del Circus” per ottenere privilegi e protezione.
Esterhase (Esterházy nella grafia ungherese) è il nome di un'importante e aristocratica famiglia ungherese. In nessuno dei libri di Le Carré appare questa famiglia, tuttavia, un chiaro riferimento a tale contesto, o un suggerimento esplicito del suo carattere può legarlo ad essa.

## Rappresentazioni cinematografiche e televisive
Più volte il personaggio di Esterhase è stato rappresentato all'interno di trasposizioni televisive e cinematografiche dei romanzi di John Le Carré:
- La talpa (Tinker, Tailor, Soldier, Spy) e Tutti gli uomini di Smiley miniserie televisive del 1979 e del 1981:  Esterhase è stato interpretato da Bernard Hepton
- La talpa e Tutti gli uomini di Smiley,  serie radiofoniche prodotte dalla BBC Radio 4: la voce di Esterhase è prestata da Charles Kay.
- La talpa (Tinker Tailor Soldier Spy, 2011) di Tomas Alfredson, dove è interpretato da David Dencik

## Riferimenti
- La talpa, 1974, John Le Carré
- L'onorevole scolaro, 1977, John Le Carré
- Tutti gli uomini di Smiley, 1979, John Le Carré
- The Secret Pilgrim, 1990, John Le Carré